# Bryce Perkins
Bryce Perkins (Chandler, 20 dicembre 1996) è un giocatore di football americano statunitense che milita nel ruolo di quarterback per i Los Angeles Rams della National Football League (NFL).

## Carriera
Perkins firmò con i Los Angeles Rams  dopo non essere stato scelto nel Draft il 25 aprile 2020. Fu svincolato il 5 settembre 2020 e firmò per la squadra di allenamento il giorno successivo. Fu promosso nel roster attivo il 2 gennaio e 15 gennaio 2021, rispettivamente per le gare dell'ultimo turno e per i divisional playoff contro Arizona Cardinals e Green Bay Packers, tornando nella squadra di allenamento dopo ogni partita. Il 18 gennaio 2021 Perkins firmò un nuovo contratto con i Rams. Perkins fu tra i giocatori che ricevette un anello del Super Bowl per la vittoria dei Rams sui Cincinnati Bengals nel Super Bowl LVI. Giocò la sua prima gara come titolare in carriera al posto degli infortunati Matthew Stafford e John Wolford nel dodicesimo turno della stagione 2022 nella sconfitta contro i Cardinals.

## Palmarès
- Super Bowl : 1

Los Angeles Rams: LVI
- National Football Conference Championship: 1

Los Angeles Rams: 2021